# Over the Border (1922)
Over the Border é um filme produzido nos Estados Unidos e lançado em 1922. É atualmente considerado filme perdido.